# Leichtathletik-Länderkampf der Männer 1958 BR Deutschland – Ungarn
| 12. Leichtathletik-Länderkampf mit bundesdeutscher Beteiligung 1958 | 12. Leichtathletik-Länderkampf mit bundesdeutscher Beteiligung 1958 |               |
| ------------------------------------------------------------------- | ------------------------------------------------------------------- | ------------- |
|                                                                     |                                                                     |               |
| Ländervergleich der Männer: BR Deutschland – Ungarn                 |                                                                     |               |
| Austragungsort                                                      | Saarbrücken                                                         |               |
| Wettbewerbe                                                         | 20                                                                  |               |
| Datum                                                               | 4./5. Oktober 1958                                                  |               |
| 1. FRG 2. HUN                                                       | 112 Punkte 100 Punkte                                               |               |
| Chronik                                                             |                                                                     |               |
| ← FRG-ITA (F)                                                       | POL-FRG (M) →                                                       | POL-FRG (M) → |

Im zwölften Vergleich des Leichtathletik-Länderkämpfe mit bundesdeutscher Beteiligung 1958 trafen die bundesdeutschen Männer zum fünften Mal auf Ungarn, eine damals starke Leichtathletiknation. Die Aufeinandertreffen in den Jahren zuvor hatte Deutschland allesamt für sich entschieden. Austragungsort am 4./5. Oktober war Saarbrücken.

## Wettbewerbe und Modus
Auf dem Programm standen die bei Länderkämpfen üblichen zwanzig Disziplinen. Aus dem olympischen Wettbewerbskatalog fehlten nur der Marathonlauf, die beiden Gehdisziplinen und der Zehnkampf. Gewertet wurde in den Einzeldisziplinen nach dem Standardsystem, in den Staffeln mit fünf zu zwei Punkten.

## Ergebnis
Es kam zu der erwarteten engen Auseinandersetzung. Im Bereich Lauf gab es sechs bundesdeutsche Siege, davon drei mit Doppelerfolgen. Ungarn siegte fünf Mal bei ebenfalls drei Doppelerfolgen. Die Staffeln gingen beide an die Bundesrepublik Deutschland. In den technischen Disziplinen verbuchten beide Nationen je vier Disziplinsiege, die Bundesrepublik mit einem Doppelerfolg, Ungarn mit zwei. So setzten sich die bundesdeutschen Leichtathleten am Ende durch, sie gewannen mit 112 zu einhundert Punkten.

## Resultate

### 100 m
| Platz | Athlet          | Land | Zeit (s) |
| ----- | --------------- | ---- | -------- |
| 1     | Manfred Germar  | FRG  | 10,4     |
| 2     | Béla Goldovanyi | HUN  | 10,6     |
| 3     | Eduard Feneberg | FRG  | 10,6     |
| 4     | Béla Tóth       | HUN  | 10,8     |

Datum: 4. Oktober

### 200 m
| Platz | Athlet          | Land | Zeit (s) |
| ----- | --------------- | ---- | -------- |
| 1     | Manfred Germar  | FRG  | 21,2     |
| 2     | Martin Lauer    | FRG  | 21,4     |
| 3     | Csaba Csutorás  | HUN  | 21,6     |
| 4     | Béla Goldovanyi | HUN  | 21,9     |

Datum: 5. Oktober

### 400 m
| Platz | Athlet            | Land | Zeit (s) |
| ----- | ----------------- | ---- | -------- |
| 1     | Johannes Kaiser   | FRG  | 47,5     |
| 2     | Csaba Csutorás    | HUN  | 47,8     |
| 3     | Manfred Poerschke | FRG  | 48,0     |
| 4     | Istvan Kovács     | HUN  | 48,3     |

Datum: 4. Oktober

### 800 m
| Platz | Athlet           | Land | Zeit (min) |
| ----- | ---------------- | ---- | ---------- |
| 1     | Paul Schmidt     | FRG  | 1:49,7     |
| 2     | Herbert Missalla | FRG  | 1:50,0     |
| 3     | Lajos Szentgáli  | HUN  | 1:50,1     |
| 4     | Lajos Kovács     | HUN  | 1:51,0     |

Datum: 5. Oktober

### 1500 m
| Platz | Athlet             | Land | Zeit (min) |
| ----- | ------------------ | ---- | ---------- |
| 1     | István Rózsavölgyi | HUN  | 3:44,3     |
| 2     | Edmund Brenner     | FRG  | 3:45,0     |
| 3     | Lajos Kovács       | HUN  | 3:46,1     |
| 4     | Klaus Ostach       | FRG  | 3:46,5     |

Datum: 4. Oktober

### 5000 m
| Platz | Athlet         | Land | Zeit (min) |
| ----- | -------------- | ---- | ---------- |
| 1     | Sándor Iharos  | HUN  | 13:58,2    |
| 2     | Miklós Szabó   | HUN  | 14:07,6    |
| 3     | Ludwig Müller  | FRG  | 14:08,0    |
| 4     | Horst Flosbach | FRG  | 14:31,0    |

Datum: 4. Oktober

### 10.000 m
| Platz | Athlet         | Land | Zeit (min) |
| ----- | -------------- | ---- | ---------- |
| 1     | Sándor Iharos  | HUN  | 29:56,4    |
| 2     | Miklós Szabó   | HUN  | 30:00,8    |
| 3     | Herbert Schade | FRG  | 30:01,2    |
| 4     | Xaver Höger    | FRG  | 30:15,8    |

Datum: 4. Oktober

### 110 m Hürden
| Platz | Athlet          | Land | Zeit (s) |
| ----- | --------------- | ---- | -------- |
| 1     | Martin Lauer    | FRG  | 14,1     |
| 2     | Bert Steines    | FRG  | 14,5     |
| 3     | Imre Retezár    | HUN  | 14,7     |
| 4     | István Munkácsi | HUN  | 15,8     |

Datum: 4. Oktober

### 400 m Hürden
| Platz | Athlet       | Land | Zeit (s) |
| ----- | ------------ | ---- | -------- |
| 1     | Helmut Janz  | FRG  | 51,8     |
| 2     | Attila Botár | HUN  | 54,2     |
| 3     | Helmut Joho  | FRG  | 54,3     |
| 4     | Dezső Lombos | HUN  | 58,1     |

Datum: 5. Oktober

### 3000 m Hindernis
| Platz | Athlet           | Land | Zeit (min) |
| ----- | ---------------- | ---- | ---------- |
| 1     | László Jeszenzky | HUN  | 8:55,2     |
| 2     | Gyula Varga      | HUN  | 9:03,8     |
| 3     | Helmut Thumm     | FRG  | 9:12,6     |
| 4     | Hans Hüneke      | FRG  | 9:26,6     |

Datum: 5. Oktober

### 4 × 100 m Staffel
| Platz | Besetzung      | Land                                                       | Zeit (s) |
| ----- | -------------- | ---------------------------------------------------------- | -------- |
| 1     | BR Deutschland | Eduard Feneberg Martin Lauer Heinz Fütterer Manfred Germar | 40,3     |
| 2     | Ungarn         | László Kiss Béla Tóth Béla Goldovanyi Sándor Jakabfy       | 41,0     |

Datum: 4. Oktober

### 4 × 400 m Staffel
| Platz | Besetzung      | Land                                                         | Zeit (min) |
| ----- | -------------- | ------------------------------------------------------------ | ---------- |
| 1     | BR Deutschland | Johannes Kaiser Carl Kaufmann Peter Adam Karl-Friedrich Haas | 3:08,6     |
| 2     | Ungarn         | Béla Tóth Attila Botár Csaba Csutorás Istvan Kovács          | 3:17,2     |

Datum: 5. Oktober

### Hochsprung
| Platz | Athlet            | Land | Höhe (m) |
| ----- | ----------------- | ---- | -------- |
| 1     | Theo Püll         | FRG  | 2,07     |
| 2     | János Medovárszky | HUN  | 1,96     |
| 3     | Árpád Bodó        | HUN  | 1,93     |
| 4     | Peter Riebensahm  | FRG  | 1,90     |

Datum: 5. Oktober

### Stabhochsprung
| Platz | Athlet         | Land | Höhe (m) |
| ----- | -------------- | ---- | -------- |
| 1     | János Horváth  | HUN  | 4,20     |
| 2     | Klaus Lehnertz | FRG  | 4,10     |
| 3     | János Miskey   | HUN  | 4,10     |
| 4     | Dieter Möhring | FRG  | 4,00     |

Datum: 4. Oktober

### Weitsprung
| Platz | Athlet             | Land | Weite (m) |
| ----- | ------------------ | ---- | --------- |
| 1     | Ronald Krüger      | FRG  | 7,46      |
| 2     | Manfred Molzberger | FRG  | 7,43      |
| 3     | Ödön Földessy      | HUN  | 7,13      |
| 4     | László Mihályfi    | HUN  | 7,10      |

Datum: 4. Oktober

### Dreisprung
| Platz | Athlet         | Land | Weite (m) |
| ----- | -------------- | ---- | --------- |
| 1     | Gyula Czapalai | HUN  | 15,39     |
| 2     | Hermann Strauß | FRG  | 15,11     |
| 3     | István Bolyki  | HUN  | 14,79     |
| 4     | Norbert Weiser | FRG  | 13,89     |

Datum: 5. Oktober

### Kugelstoßen
| Platz | Athlet             | Land | Weite (m) |
| ----- | ------------------ | ---- | --------- |
| 1     | Hermann Lingnau    | FRG  | 17,25     |
| 2     | Karl-Heinz Wegmann | FRG  | 16,92     |
| 3     | Vilmos Varjú       | HUN  | 16,66     |
| 4     | József Szécsényi   | HUN  | 15,04     |

Datum: 5. Oktober

### Diskuswurf
| Platz | Athlet           | Land | Weite (m) |
| ----- | ---------------- | ---- | --------- |
| 1     | József Szécsényi | HUN  |           |
| 2     | Otto Koppenhöfer | FRG  |           |
| 3     | Ferenc Klics     | HUN  |           |
| 4     | Martin Bührle    | FRG  |           |

Datum: 4. Oktober

### Hammerwurf
| Platz | Athlet          | Land | Weite (m) |
| ----- | --------------- | ---- | --------- |
| 1     | Gyula Zsivótzky | HUN  | 62,34     |
| 2     | József Csermák  | HUN  | 61,10     |
| 3     | Willi Glotzbach | FRG  | 58,27     |
| 4     | Hans Wulff      | FRG  | 56,62     |

Datum: 5. Oktober

### Speerwurf
| Platz | Athlet          | Land | Weite (m) |
| ----- | --------------- | ---- | --------- |
| 1     | Hans Schenk     | FRG  | 74,38     |
| 2     | Gergely Kulcsár | HUN  | 73,91     |
| 3     | Heinrich Will   | FRG  | 71,94     |
| 4     | János Lukács    | HUN  | 69,53     |

Datum: 4. Oktober